# Lomaptera pusilla
Lomaptera pusilla är en skalbaggsart som beskrevs av Ernst Gustav Kraatz 1887. Lomaptera pusilla ingår i släktet Lomaptera och familjen Cetoniidae.

## Underarter
Arten delas in i följande underarter:
- L. p. hornabrooki
- L. p. sarayuana